# Landouzy-la-Cour
Landouzy-la-Cour ist eine französische Gemeinde mit 168 Einwohnern (Stand 1. Januar 2022) im Département Aisne in der Region Hauts-de-France. Sie gehört zum Arrondissement Vervins, zum Kanton Vervins und zum Gemeindeverband Thiérache du Centre.

## Geographie
Die Gemeinde Landouzy-la-Cour liegt sechs Kilometer nordöstlich Vervins und elf Kilometer südwestlich von Hirson. Nachbargemeinden von Landouzy-la-Cour sind Origny-en-Thiérache im Norden, Landouzy-la-Ville im Nordosten Plomion im Südosten, Harcigny im Süden, Thenailles im Südwesten, Vervins im Westen sowie La Bouteille im Nordwesten.

## Geschichte
Der Ort Landouzy-la-Cour entstand aus einer Farm der ehemaligen Abtei von Foigny.

### Bevölkerungsentwicklung
| Jahr                       | 1962 | 1968 | 1975 | 1982 | 1990 | 1999 | 2011 | 2022 |
| -------------------------- | ---- | ---- | ---- | ---- | ---- | ---- | ---- | ---- |
| Einwohner                  | 250  | 219  | 187  | 169  | 194  | 173  | 179  | 168  |
| Quellen: Cassini und INSEE |      |      |      |      |      |      |      |      |

## Sehenswürdigkeiten
- Kirche Notre-Dame-de-l’Assomption, erbaut im 19. Jahrhundert

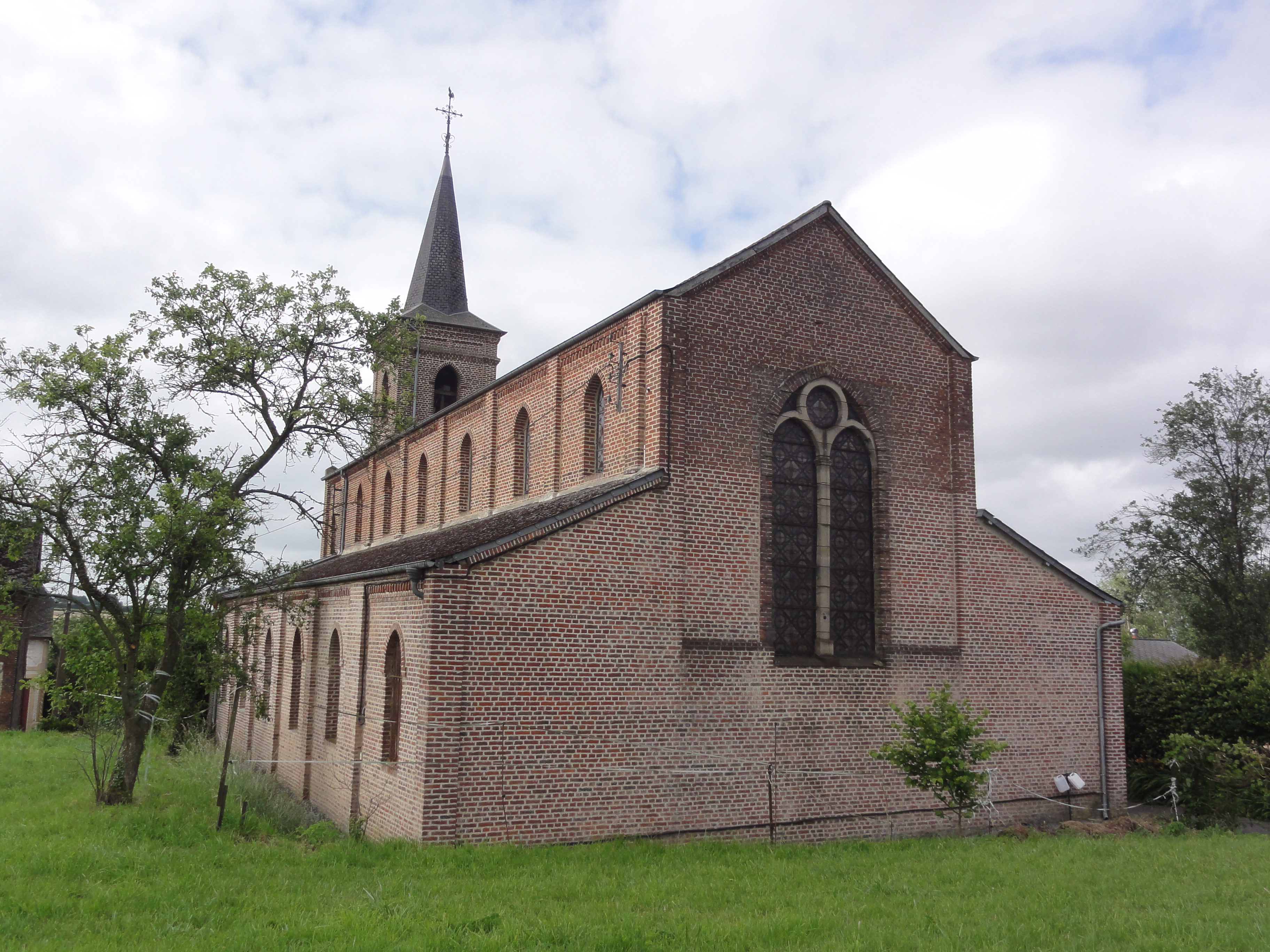
Kirche Notre-Dame-de-l’Assomption
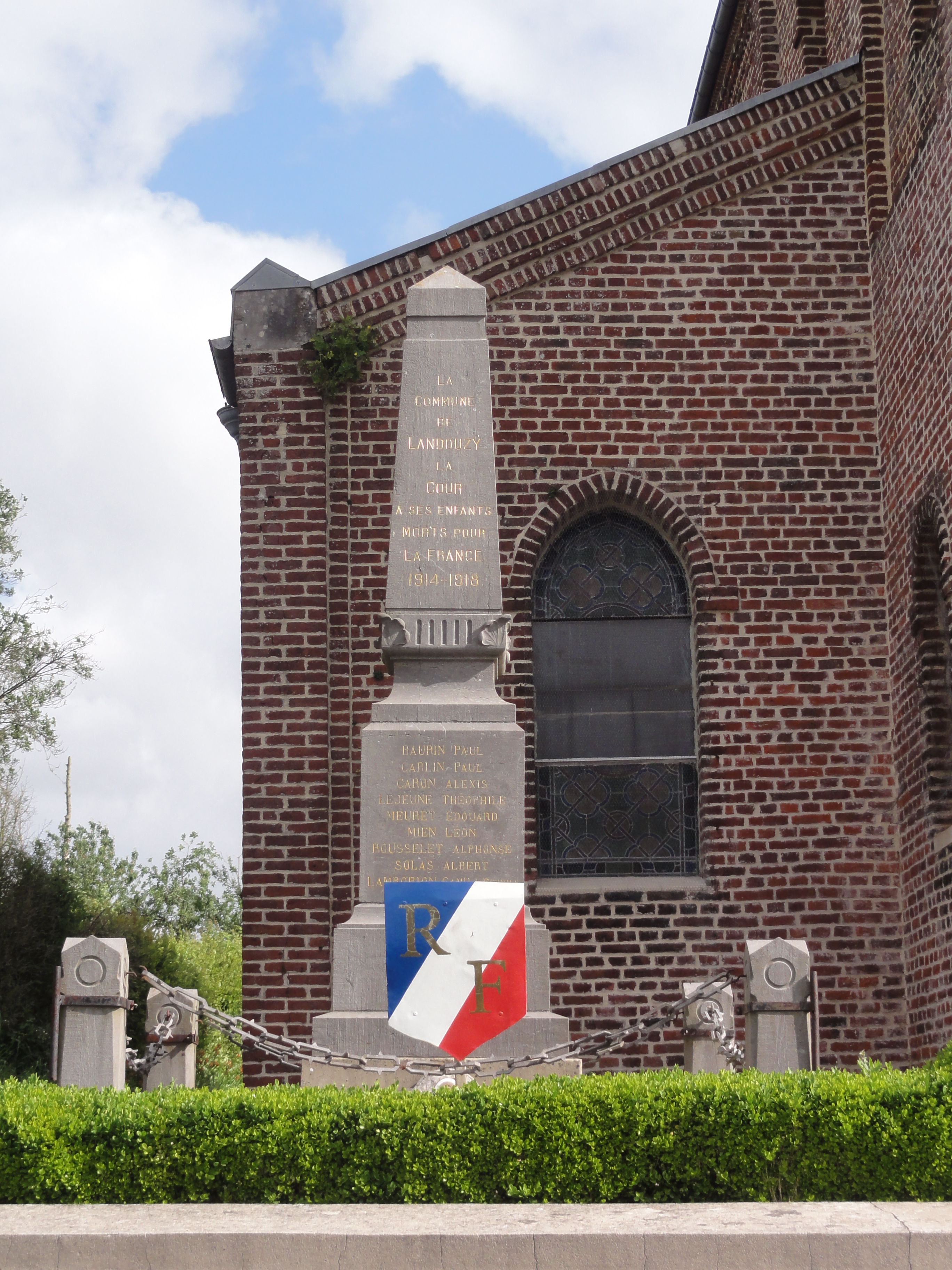
Gefallenendenkmal